# Lac Albano
Pour les articles homonymes, voir Albano.
Le lac Albano ou lac Albain (en latin : Albanus lacus, en italien : lago Albano) est un petit lac d'Italie situé à 24 km environ au sud-est de Rome (distance à vol d'oiseau), dans les collines des monts Albains dans la région des Castelli Romani.

## Géographie
Il est de forme oblongue, orientée sud-est nord-ouest, long de 3,5 km, large de 2,5 km, avec 10 km de circonférence, et 170 m de profondeur. 
Il s'agit d'un maar du système volcanique des monts Albains. Le lac est dominé sur sa rive est par le mont Cavo et les pentes des Castelli Romani. Sur ses rives, plusieurs localités, comme Marino Laziale sur sa rive nord, Albano Laziale sur sa rive sud, et Castel Gandolfo sur sa rive ouest, cette dernière commune occupant le site de l'antique Albe-la-Longue. 
À Castel Gandolfo, dominant le lac Albano, se trouve le Palais apostolique du même nom, résidence de villégiature d'été des papes depuis le pontificat du pape Urbain VIII (1623-1644), ainsi que les splendides jardins dépendant du palais (Villa Barberini, Villa Cybo), d'une superficie de 55 hectares appartenant au Saint-Siège et par conséquent en extraterritorialité par rapport à l'Italie. 
Depuis le palais pontifical de Castel Gandolfo s'étend un magnifique panorama sur l'ensemble du lac d'Albano, le mont Cavo et les Castelli Romani. 
Depuis l'arrivée du pape François, le Palais apostolique et ses jardins sont mis à la disposition des visiteurs.
Un canal souterrain permet l'écoulement des eaux du lac.

## Histoire
Dans l'Antiquité se trouvait autour de ses rives une confédération de villages dont le plus important était le bourg d'Albe la Longue appelée la Ligue latine. La région fut prise par Rome dans le deuxième quart du VIIe siècle av. J.-C.
Il a accueilli les épreuves d'aviron et de canoë pendant les jeux olympiques de Rome en 1960.

## Dans la culture
Ce lac est un des lieux principaux de la série La Fille Dragon de Licia Troisi.

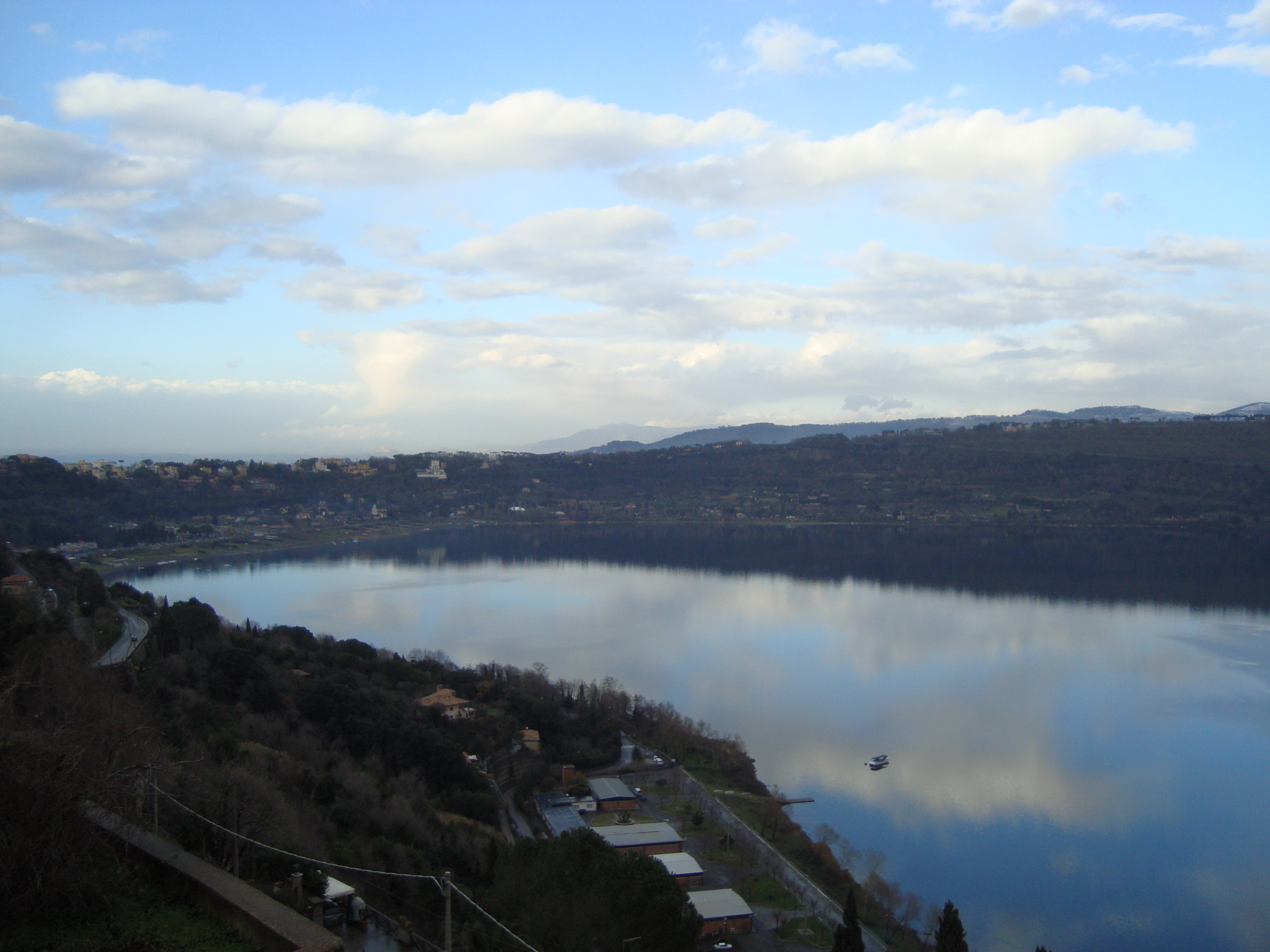
Vue de la partie ouest du lac depuis Castel Gandolfo
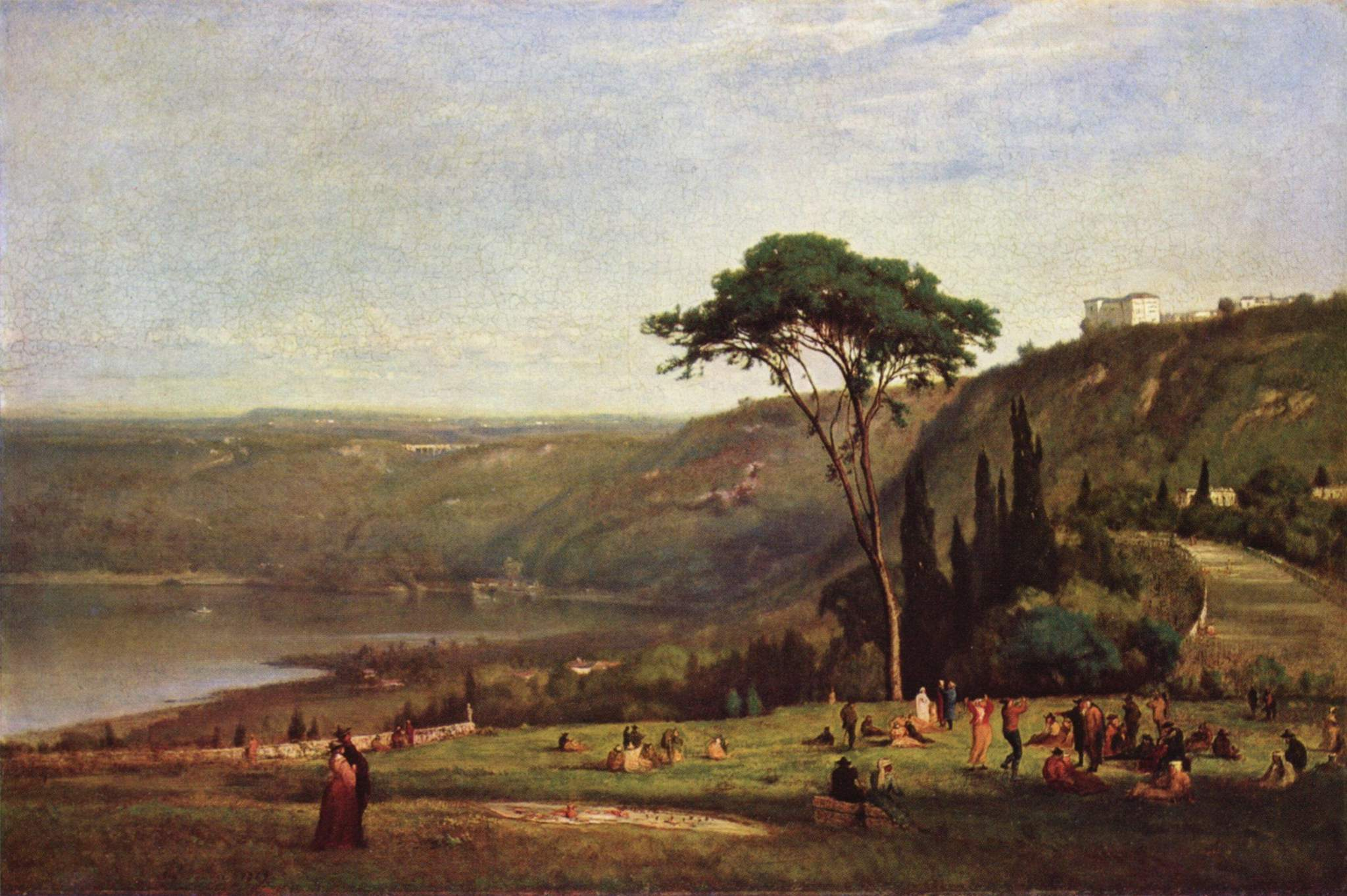
Lac d'Albano, George Inness, 1869
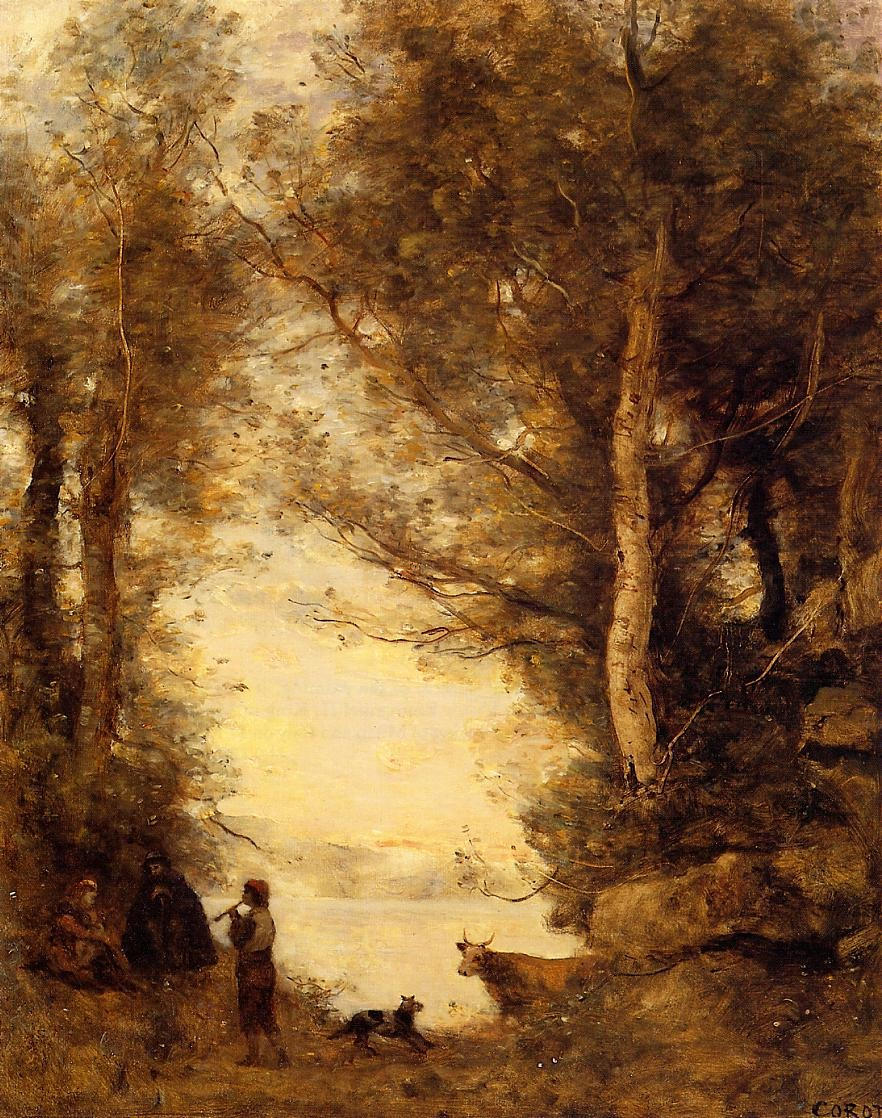
Le Joueur de flûte du lac d'Albano Camille Corot, 1872 Collection privée